# Crytea cavillosa
Crytea cavillosa är en stekelart som först beskrevs av Tosquinet 1896.  Crytea cavillosa ingår i släktet Crytea och familjen brokparasitsteklar. Inga underarter finns listade i Catalogue of Life.